# Andreï Jéliabov
Andreï Ivanovitch Jeliabov (en russe : Андрей Иванович Желябов), né le 17 août (29 août) 1851 et mort exécuté par pendaison le 3 avril (15 avril) 1881, est un révolutionnaire russe et membre du Comité exécutif du mouvement Narodnaïa Volia.

## Biographie
Après avoir été diplômé d'un lycée de Kertch, en 1869, Andreï Jéliabov commença des études de droit de l'Université Novorossiysky à Odessa. Il a été expulsé de l'université pour sa participation à des troubles étudiants en octobre 1871 et renvoyé d'Odessa. Il continua le militantisme politique au sein du Cercle Tchaïkovski avec des révolutionnaires de Kiev en Ukraine et maintint ses relations avec les étudiants d'Odessa où il revint bientôt.
En 1874, il fut arrêté, puis libéré sous caution. Malgré cette libération sous caution, il continua ses activités illégales.
Andreï Jéliabov était l'un des suspects dans le " procès des 193 " qui concernait essentiellement des étudiants. Après son acquittement en 1878, il s'installa à Podolsk dans le but de faire de la propagande révolutionnaire parmi les paysans.
En juin 1879, Andreï Jéliabov a participé au congrès de Lipetsk sur le terrorisme politique. Il a été accepté dans le mouvement « Zemlia i Volia » lors du congrès de Voronej au cours duquel il déclare : « L'Histoire est trop lente, il faut la bousculer! ». Il s'est présenté comme l'un des principaux défenseurs du terrorisme. À l'automne 1880, après la scission de Zemlia je Volia, il fut l'un des principaux organisateurs du mouvement «Narodnaïa Volia» et de son journal la «Gazette du travailleur». Andreï Jéliabov prit une part active à l'élaboration de quelques-uns des documents les plus importants du programme du mouvement. En outre, il a été, avec sa compagne Sofia Perovskaïa, l'un des principaux organisateurs de l'assassinat d'Alexandre II de Russie du 1er mars 1881. Cependant, il fut arrêté quelques jours avant cet attentat et c'est Sofia Perovskaïa qui prit le relais et organisa toute la logistique de cet attentat. Andreï Jéliabov fut jugé conjointement avec les autres membres dénommés Pervomartovtsi (littéralement : Ceux du 1er mars). Il a été exécuté avec sa compagne Sofia Perovskaïa (première femme condamnée à mort en Russie pour raison politique) et trois autres conjurés, le 3 avril 1881, pour régicide.
En admiration pour son dévouement à la cause révolutionnaire, Lénine le compara avec d'autres grands révolutionnaires, tels que Maximilien Robespierre et Giuseppe Garibaldi.

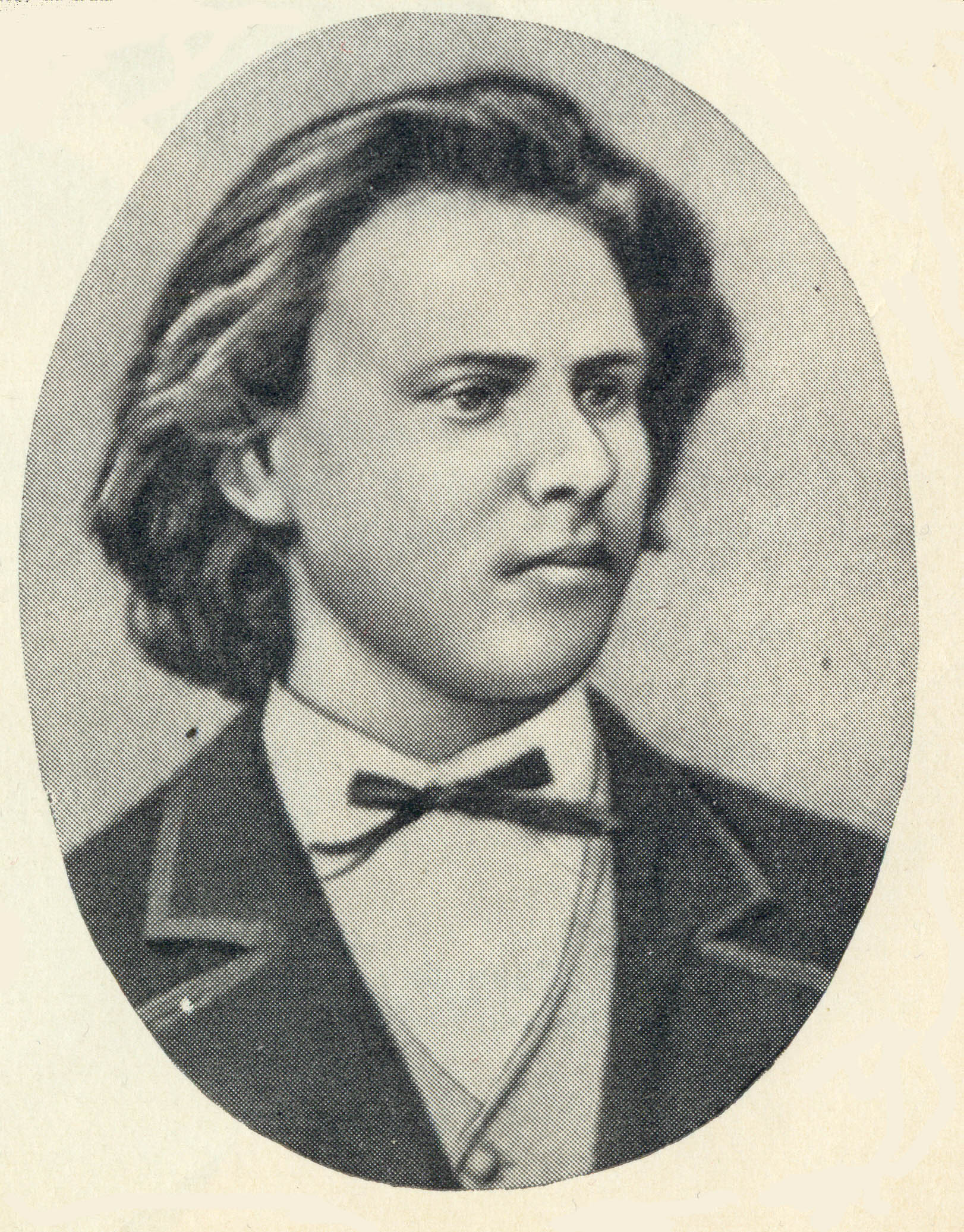
Andreï Jéliabov étudiant.
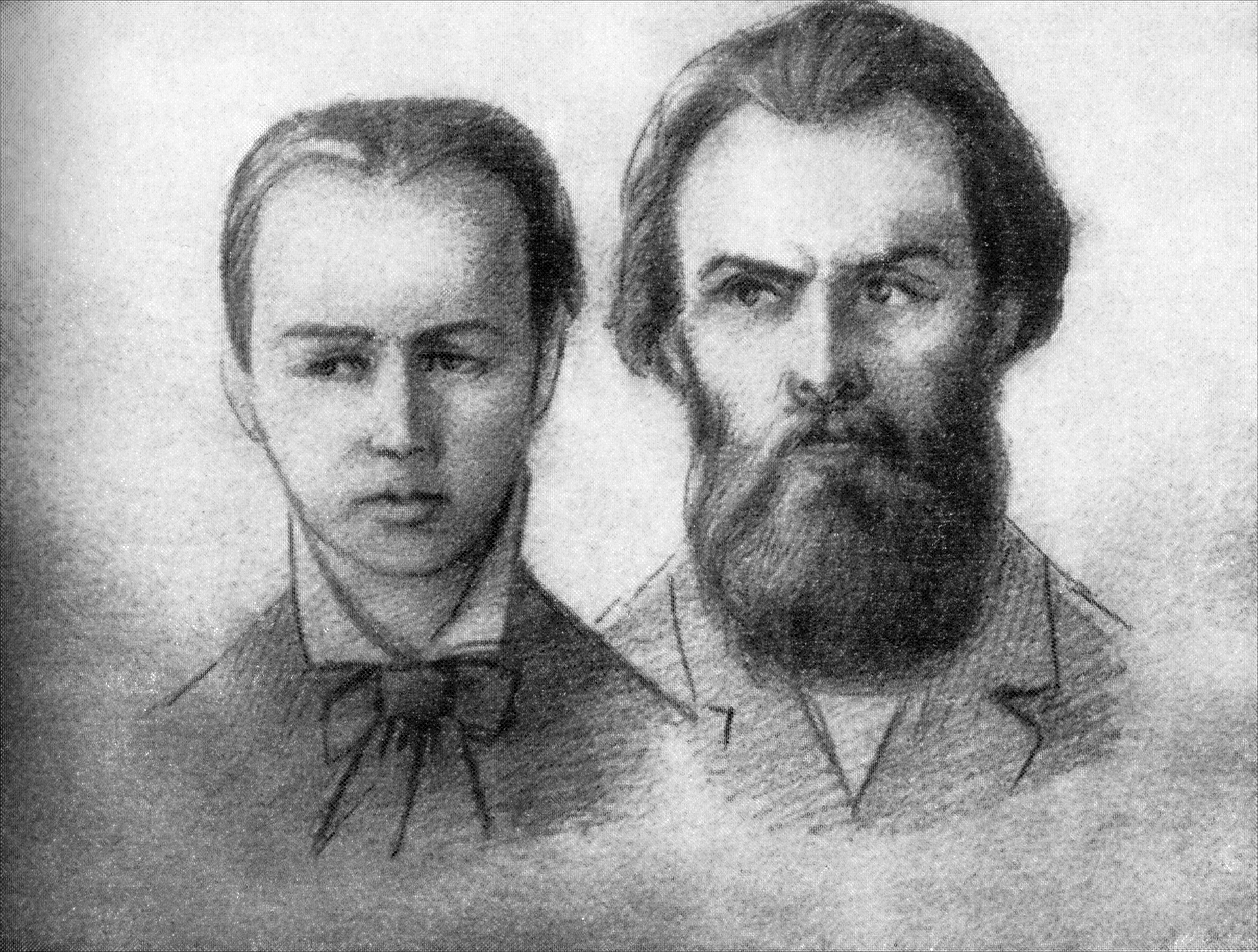
Sofia Perovskaïa et Andreï Jéliabov.
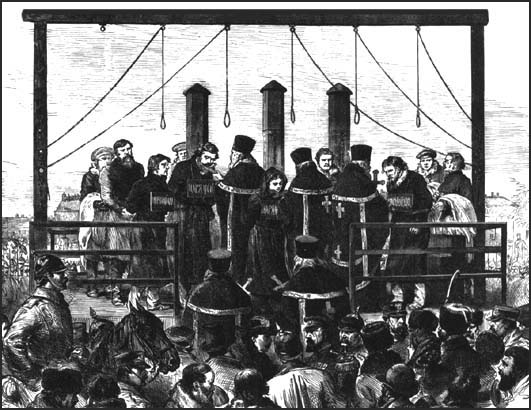
Exécution de Jéliabov et des Pervomartovtsi.